# Phacelia argentea
Phacelia argentea är en strävbladig växtart som beskrevs av Aven Nelson och Macbride. Phacelia argentea ingår i Faceliasläktet som ingår i familjen strävbladiga växter. Inga underarter finns listade i Catalogue of Life.

## Bildgalleri

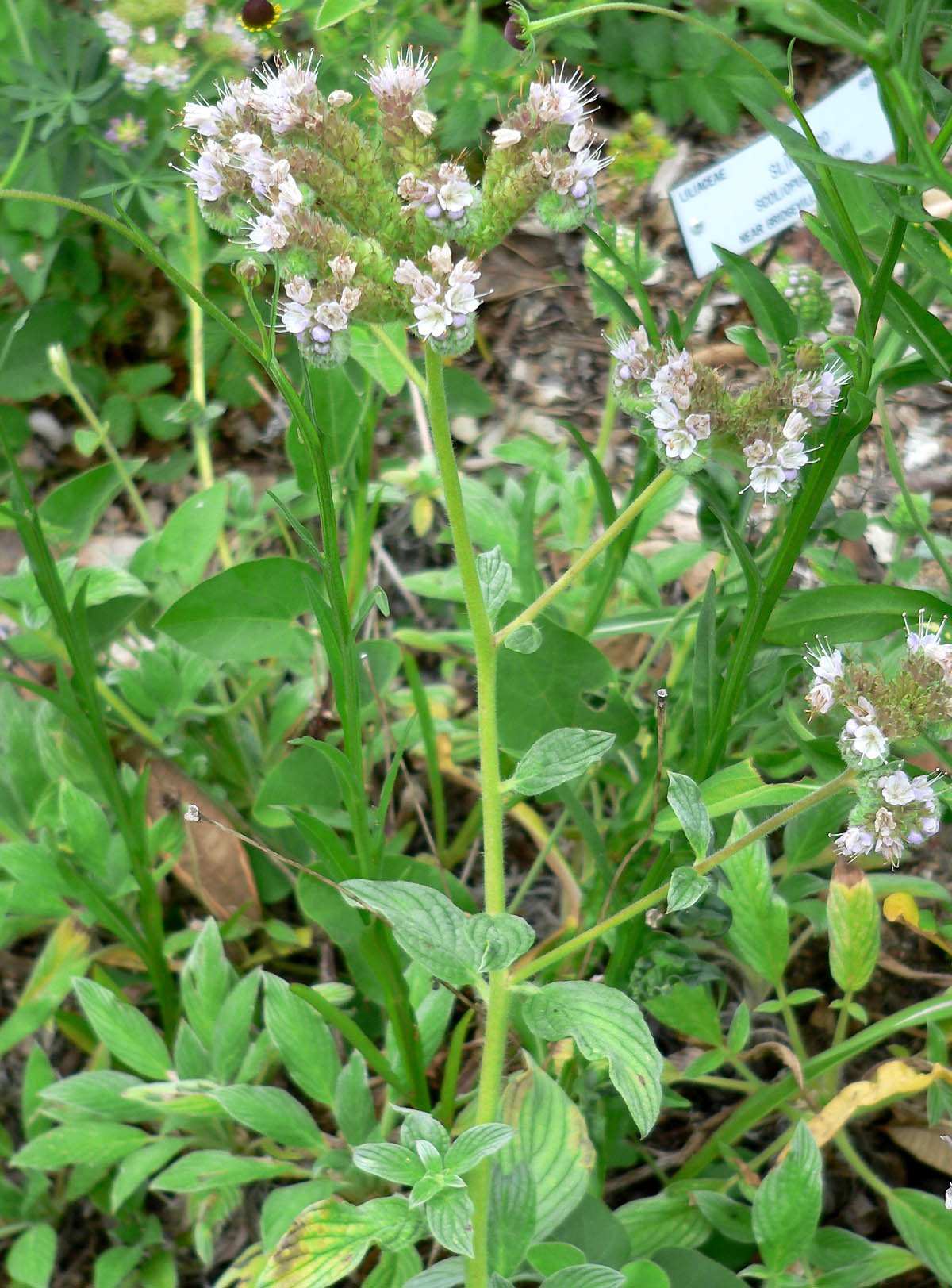
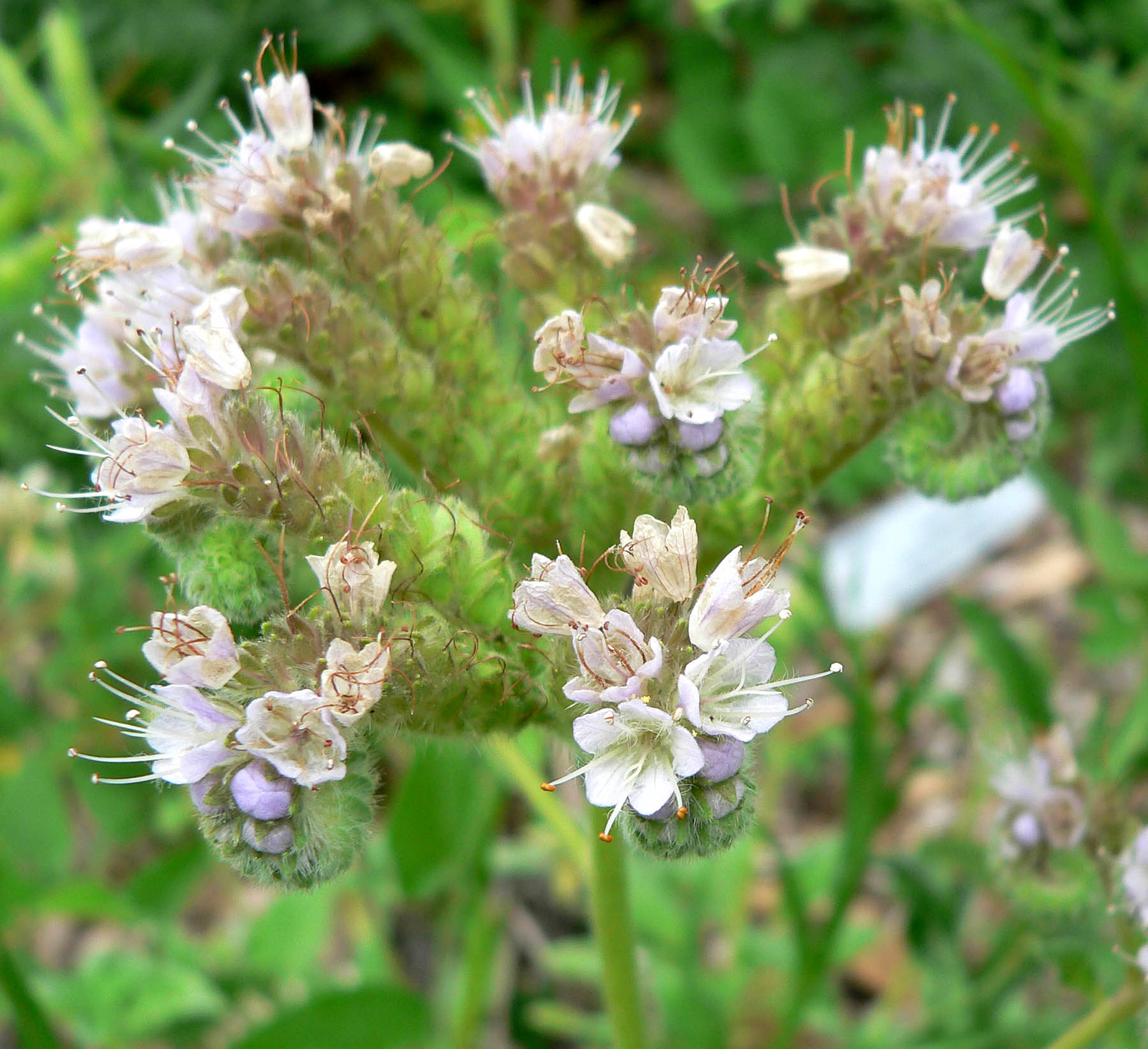